# Palais des évêques de Bourg-Saint-Andéol
Pour les articles homonymes, voir Palais des évêques.
Le palais des Évêques est l'ancien château des seigneurs de Bourg-Saint-Andéol qui à la fin du XIVe siècle est devenu la demeure principale des évêques de Viviers, et fut embelli aux XVe et XVIIe siècles. Le Palais épiscopal de Bourg-Saint-Andéol constitue l’un des monuments les plus considérables mais aussi des plus complexes du Vivarais.

## Situation
Le Palais des évêques, classé monument historique depuis 1946, est situé au cœur d’un bourg de 8 000 habitants, Bourg-Saint-Andéol, et domine les bords du Rhône.
Bourg-Saint-Andéol, deuxième ville de Rhône-Alpes après Lyon, pour le nombre de monuments inscrits ou classés, se trouve sur l’axe Rhodanien, à 15 minutes de deux sorties de l’autoroute A7 : Montélimar sud (au nord) et Bollène (au sud).

## Origine
Fondé sur le rocher Saint Michel, site de l’ancien castrum dépendant des sires de Montdragon, le palais devient la résidence privée des évêques de Viviers, seigneurs dominants de Bourg-Saint-Andéol, dès le milieu du XIIIe siècle.

## Évolution historique
Il devient la propriété de Guillaume II, évêque de Viviers, qui achète la moitié de la seigneurie de Bourg-Saint-Andéol à Pons de Montdragon vers 1220 à monseigneur Louis Deleuzy. Ce dernier vend le Palais le 29 janvier 1858[Quoi ?] à la  congrégation de la Présentation de Marie. Plus de quarante évêques se succèdent dans les lieux. Le palais de Bourg-Saint-Andéol devient la résidence principale des évêques. C'est l'évêque Jean de Montchenu qui à la fin du XVe siècle le développe considérablement, et que le château prend sa dimension de palais.
Vers 1500, Claude de Tournon, évêque de Viviers, poursuit l’œuvre entreprise par ses prédécesseurs, dont celle de la famille des Poitiers-Valentinois. La façade gothique donnant sur le Rhône, en est un des témoignages.
Monseigneur Louis-François de la Baume de Suze, évêque de 1621 à 1690, exerce une réelle influence sur l’aspect actuel du Palais, de par la durée de son sacerdoce : en 1637, il fait peindre les plafonds de ses appartements. Il subsiste notamment, sa chambre où figure une cheminée monumentale, et la chambre dite “ Mazarin ” où le Cardinal séjourne en août 1642.
La salle du Chapitre a servi au cours des siècles, à différentes réunions des États du Vivarais.

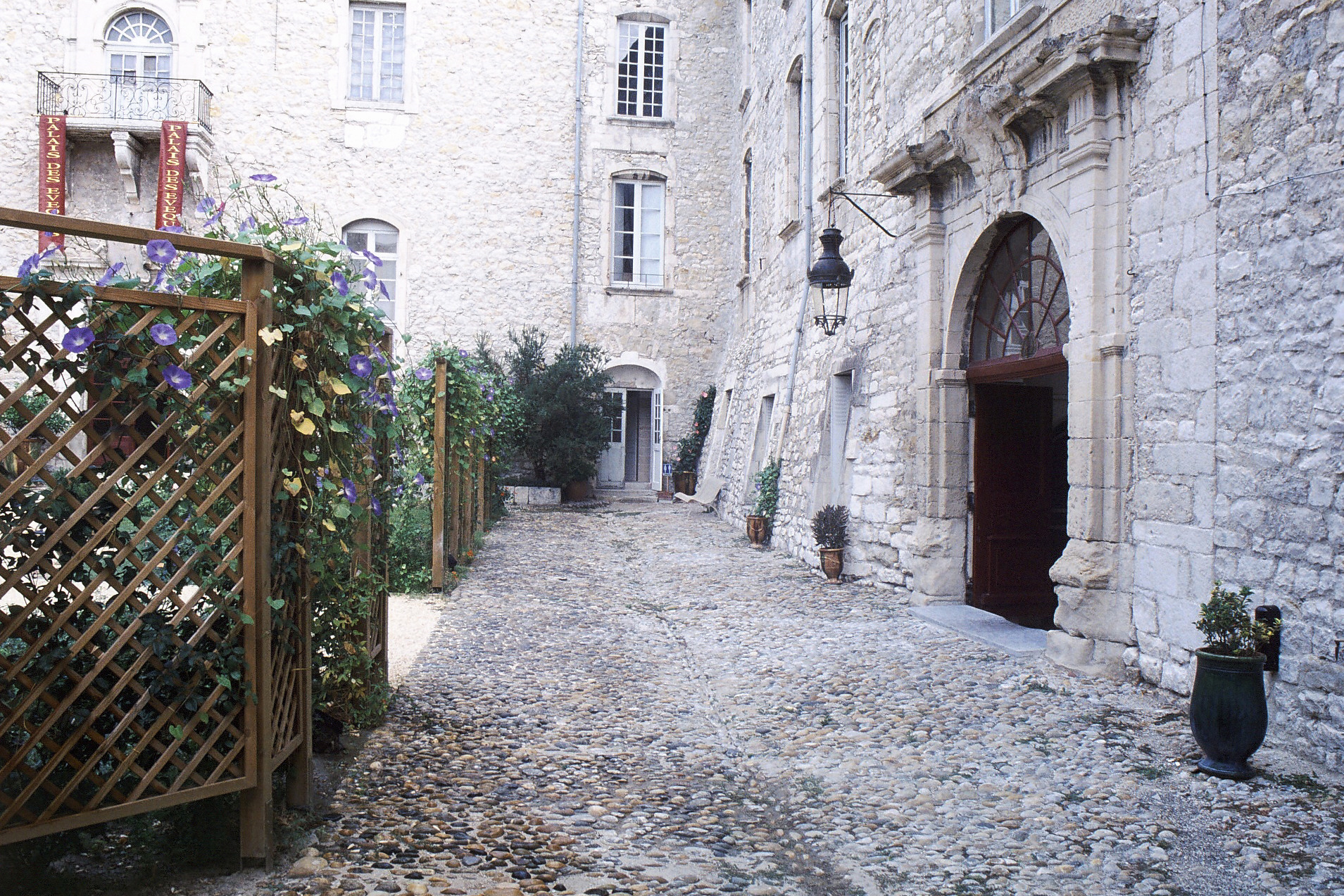
Cour principale:entrée du musée.

De 1729 à 1792, le Palais abrite un petit séminaire uni à la faculté des Arts de Valence, qui est réputé pour ses études en philosophie. Pendant plus de 30 ans, de 1792 à 1826, la Révolution française le transforme en hôtel de ville et gendarmerie. Il servit aussi de caserne pendant les premières guerres de la République, subissant à cette occasion les plus graves mutilations.
Avec la congrégation de la Présentation de Marie, il devient école privée, et le reste pendant 140 ans, jusqu’au mois de juin 1998.
Il devient propriété privée en septembre 2000.

## Le palais aux cent pièces
Classé Monument Historique dans sa globalité en 1946, l’ancien palais des évêques de Bourg-Saint-Andéol se présente comme un vaste ensemble de 4 000 m2 sur cour fermée.

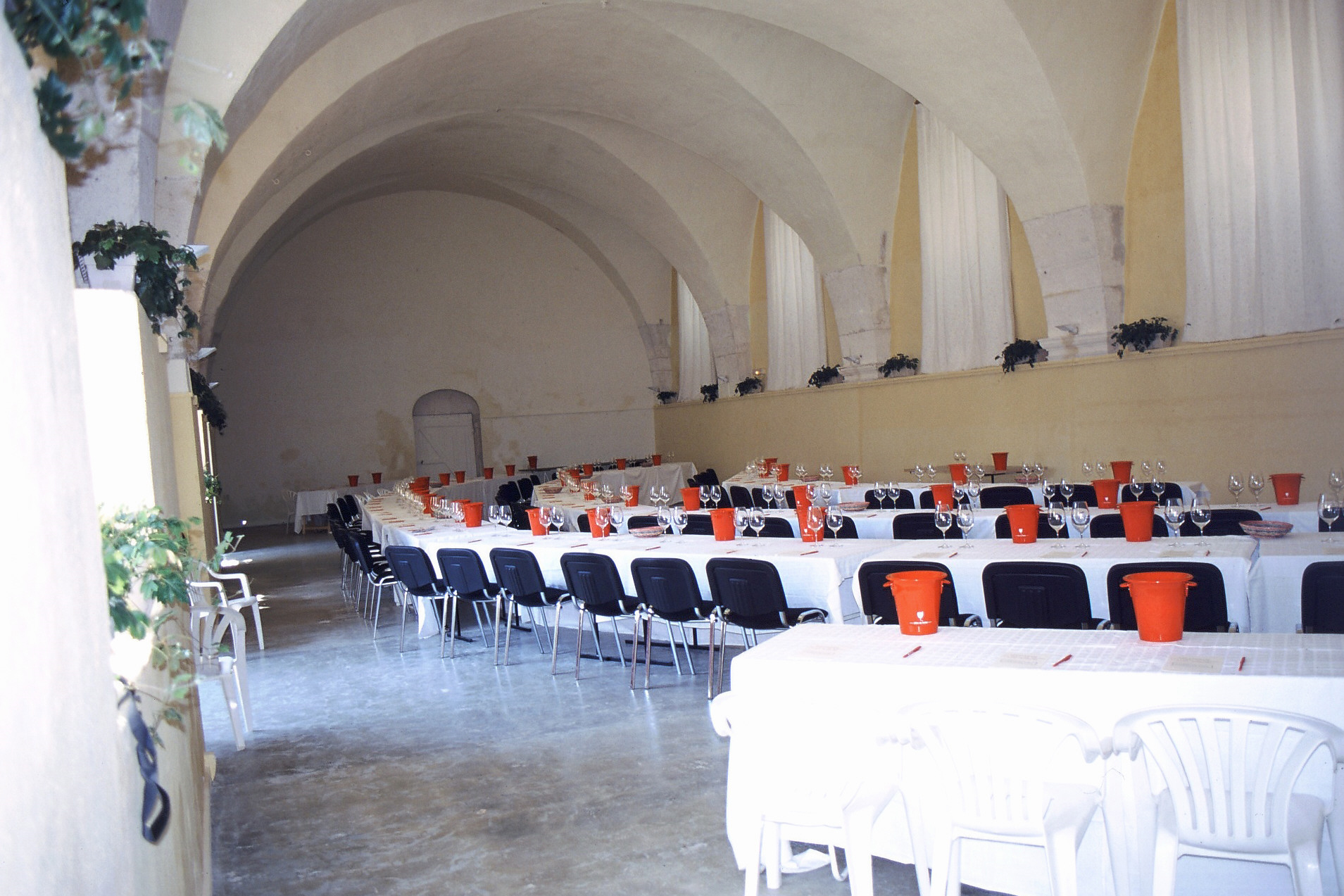
Salle de réception.

Notamment, sont ouverts à la visite :
- la cour d’honneur avec sa roseraie d’antan et ses plantes aromatiques et médicinales ;
- la grande salle d’Études du Petit Séminaire ;
- les plafonds à la française peints de 1638, dont celle de la chambre de l’évêque ;
- la chambre dite « Mazarin » où le Cardinal séjourne en août 1642 ;
- la façade gothique surplombant une imposante terrasse de 400 m2 dominant le Rhône, rappelant celle du Petit Palais à Avignon ;
- la cuisine médiévale et ses immenses cheminées ;
- l’ancienne salle des États du Vivarais.

## Le musée René Margotton
Une grande Chapelle de style néo-gothique du XIXe siècle abrite le musée du peintre René Margotton, élève de Fernand Léger, où l'on peut voir ses peintures sacrées et différentes œuvres.